# Pedro Santamaría Saldaña
Pedro Santamaría Saldaña (México, siglo XX), es un pelotari mexicano. Durante el Campeonato del Mundo de Pelota Vasca de 1986 ganó la medalla de bronce en la especialidad de mano parejas trinquete junto a Raúl Saldaña Jiménez. Para el Campeonato del Mundo de Pelota Vasca de 1990 y Campeonato del Mundo de Pelota Vasca de 1994 él ganó la medalla de plata en la especialidad de mano parejas trinquete junto a Horacio Saldaña. Logró la medalla de oro en el Campeonato del Mundo de Pelota Vasca de 1998, 2002 y 2006 en la especialidad de mano parejas trinquete junto a Sergio Beltrán en las primeras dos ocasiones y al lado de Ángel Serralde Tapia en la última. 

## Biografía
Pedro Santamaría Saldaña, originario de Santiago Tulyehualco, Xochimilco. 
Con estudios en Etnología, ENAH y en Estudios Latinoamericanos, Facultad de Filosofía y Letras, UNAM.
Comerciante distribuidor de carnes. 
Medallista Olímpico Campeón en Frontón, Barcelona 1992, Premio Nacional del Deporte, Multicampeón nacional y panamericano. Seis veces campeón del Mundo. 
Reconocimiento por labor al servicio de la juventud y sociedad capitalina, Asamblea de Representantes del D.F. y Legislatura. Miembro del Fomento del Consejo Deportivo en Xochimilco, Vicepresidente de la Federación Mexicana de Frontón, Director de Selecciones de la FMF, Consejero editorial del diario Reforma.
Ha promovido ante Delegación Xochimilco, CONADE, Federaciones Internacionales, Presidentes la República, el Poder Legislativo; la construcción de Infraestructuras deportivas, la organización de Torneos Internacionales y Mundiales en Xochimilco, la constitución de escuelas de Frontón y el entrenamiento con niños,  jóvenes, y atletas de alto rendimiento de todo México. Por todo lo anterior la comunidad Xochimilca ha obtenido un gran reconocimiento social y cultural, atreves del Frontón, cuyo origen se finca en una tradición tan importante en la identidad del pueblo Mexicano: el Juego de Pelota Mesoamericano.
Gracias a esta iniciativa personal sembradas a sus diecinueve años, en México muchos jugadores han sido campeones del mundo desde hace veinte años. Es así como él ha hecho del deporte y sus valores una oportunidad de vida.